# Du-Toit-Nunatakker
Die Du-Toit-Nunatakker sind eine Gruppe bis zu 1475 m hoher Nunatakker im ostantarktischen Coatsland. In der Shackleton Range ragen sie zwischen dem Cornwall-Gletscher und dem Glen-Gletscher auf und markieren das westliche Ende der Read Mountains. Zu ihnen gehören die Gebirgsgruppe Spath Crest und die Zittel-Kliffs.
Luftaufnahmen entstanden 1967 durch die United States Navy. Der British Antarctic Survey nahm zwischen 1968 und 1971 Vermessungen vor. Das UK Antarctic Place-Names Committee benannte die Gruppe am 5. Januar 1972 nach dem südafrikanischen Geologen Alexander Du Toit (1878–1948), der als einer der wenigen Wissenschaftler in der ersten Hälfte des 20. Jahrhunderts die von Alfred Wegener aufgestellte Theorie der Kontinentaldrift unterstützte.